# Les Sables-d'Olonne
Les Sables-d'Olonne è un comune francese di 48.402 abitanti situato nel dipartimento della Vandea nella regione dei Paesi della Loira.

## Società

### Evoluzione demografica
Abitanti censiti

## Amministrazione

### Gemellaggi
Gemellaggi con la Comunità di Olonnes:
- Schwabach
- Sliema
- Worthing
- Trapani

## Eventi
Les Sables-d'Olonne è il luogo di partenza e di arrivo della competizione velica Vendée Globe.